# Harriotta
Harriotta é um género de peixes cartilaginosos pertencente à família Rhinochimaeridae.

## Descrição
As espécies de Harriotta ocorrem nas águas profundas do talude continental entre os 380 e os 2600 m de profundidade no Atlântico e no Pacífico. Ocorrem também no Oceano Índico frente ao sul da Austrália. Também são comuns no Atlântico Norte e no noroeste e sudoeste do Pacífico.

## Espécies
O género Harriotta inclui as espécies:
- Harriotta haeckeli Karrer, 1972
- Harriotta raleighana Goode & Bean, 1895